# The Stooges
A The Stooges amerikai rockegyüttes volt. 1967-ben alakultak a Michigan állambeli Ann Arborban. Első nagylemezük 1969-ben jelent meg, azóta még négy stúdióalbumot adtak ki. Három korszakuk volt: először 1967-től 1971-ig működtek, majd 1972-től 1974-ig, végül 2003-tól 2016-ig. A dobos, Scott Asheton, 2014-ben elhunyt, 2015-ben pedig a szaxofonjátékos, Steve Mackey. Utána még egy évig működött a The Stooges, 2016-ig, ekkor feloszlottak. Iggy Pop azóta szólókarriert folytat. Lemezkiadóik: Elektra Records, Columbia Records, Virgin Records.
A zenekart a punk rock műfaj előfutáraként is emlegetik, a MC5-val és a New York Dolls-szal együtt. A Stooges a világ egyik leghíresebb rock zenekarának számít, több egyéb zenekar, például a The Damned vagy a Sonic Youth is feldolgozták számaikat. Első három nagylemezük szerepel az 1001 lemez, amelyet hallanod kell, mielőtt meghalsz című könyvben.

## Tagok
- Iggy Pop – ének (1967-1971, 1972-1974, 2003-2016)
- Scott Asheton – dobok (1967-1971, 1972-1974, 2003-2014, 2014-ben elhunyt)
- Ron Asheton – gitár (1967-1971, 2003-2009), basszusgitár (1972-1974, 2009-ben elhunyt)
- Dave Alexander – basszusgitár (1967-1970, 1975-ben elhunyt)
- Steve Mackey – szaxofon (1970, 2003-2015, 2015-ben elhunyt)
- Bill Cheatham – gitár (1970, az 1990-es években elhunyt)
- Zeke Zettner – basszusgitár (1970, 1973-ban elhunyt)
- James Williamson – gitár (1970-1971, 1972-1974, 2009-2016)
- Jimmy Recca – basszusgitár (1971)
- Bob Sheff – billentyűk (1973)
- Scott Thurston – billentyűk (1973-1974, 2010, 2013-ban vendégként szerepelt)
- Tornado Turner – gitár (1973)
- Mike Watt – basszusgitár (2003-2016)
- Toby Dammit – dobok, ütős hangszerek (2011-2016)

## Diszkográfia
- The Stooges (1969)
- Fun House (1970)
- Raw Power (1973)
- The Weirdness (2007)
- Ready to Die (2013)